# 布朗斯薩米特 (北卡羅萊納州)
布朗斯薩米特（英語：Browns Summit）是位於美國北卡羅萊納州吉爾福德縣的非建制地區。

## 歷史
布朗斯薩米特的郵局自1871年營運至今。

## 地理
布朗斯薩米特所處的海拔為高於海平面245米（即804英呎），而該地所採用的時區為UTC-5，即北美东部时区（EST）。同時該地設有夏令時間，為UTC-5調快一小時，即UTC-4（EDT）。